# 高山水锦树
高山水锦树（学名：Wendlandia subalpina）为茜草科水锦树属下的一个种。

## 扩展阅读
- 維基物種上的相關：高山水锦树